# Penepodium triste
Penepodium triste är en biart som först beskrevs av Kohl 1902.  Penepodium triste ingår i släktet Penepodium och familjen grävsteklar. Inga underarter finns listade i Catalogue of Life.